# Saint-Denis-de-Brompton
Saint-Denis-de-Brompton es un municipio canadiense situado en la provincia de Quebec.

## Superficie
Saint-Denis-de-Brompton tiene una superficie de 70,29 km².

## Demografía
En 2021, tenía 4594 habitantes, una densidad poblacional de 65,4 hab./km², y 2095 viviendas.